# Curtis (album)
Curtis je třetí studiové album amerického rappera 50 Centa. Album se prodává od 11. září 2007, tedy od stejného dne jako třetí studiové album rappera a zpěváka Kanyeho Westa. Oba umělci rozpoutali velkou mediální aféru okolo jejich sázky kdo prodá více alb první týden, sázku vyhrál Kanye West o 266 000ks.

## O Albu
50 Cent plánoval vydat album Before I Self Destruct, ale později se rozhodl toto album odložit a nahrál album "Curtis". Název alba se měnil hned dvakrát, nejdříve z "Curtis" na "Curtis S.S.K." a poté nazpět. "S.S.K." mělo hned několik významů: "SoundScan Killer", "South Side King" a "Shoot, Stab, Kill". 50 Cent oznámil, že album bude odrážet jeho život před komerčním úspěchem a i proto zvolil název "Curtis", protože ho tak lidé znali, dříve než si našel fanoušky jako 50 Cent.
Zajímavostí je, že 50 Cent napsal část textů v domě svých prarodičů, kde vyrůstal, proto, aby měly větší hloubku a správnou atmosféru.
V lednu 2007 byl vydán první single s názvem "Straight to the Bank", v květnu byl zveřejněn druhý single "Amusement Park", v červnu vyšel úspěšný single alba "I Get Money", který se dočkal i několika remixů. V červenci jako poslední single před vydáním alba byla vydána píseň "Ayo Tehnology (ft. Justin Timberlake)", která se stala nejúspěšnějším singlem z alba. V listopadu, téměř dva měsíce po vydání alba, byl vydán poslední single "I'll Still Kill (ft. Akon)"
Album obsahuje 17 písní na nichž 50 Cent spolupracoval s umělci jako jsou: Akon, Justin Timberlake, Robin Thicke, Eminem, Mary J. Blige, Tony Yayo, Young Buck a Nicole Scherzinger.

## Po vydání
Alba se prodalo úctyhodných 695 000 ks první týden. Celkově přes 1 300 000 kusů v USA. Album získalo v USA ocenění zlatá deska společnosti RIAA hned první týden prodeje, platinovou certifikaci album získalo na konci října 2007. Ocenění zlatá deska album získalo i v Německu a Maďarsku.
Celosvětově se alba prodalo přes 2 miliony kusů.
 Další kririky:
- Metacritic.com (58/100)
- Pitchfork Media (4,9/10)

## Seznam skladeb
| #   | Píseň                  | Host(é)                         | Producent(i)             | Délka |
| --- | ---------------------- | ------------------------------- | ------------------------ | ----- |
| 1.  | "Intro"                |                                 |                          | 0:50  |
| 2.  | "My Gun Go Off"        |                                 | Adam Deitch, Eric Krasno | 3:12  |
| 3.  | "Man Down"             |                                 | Detroit Red, Don Cannon  | 2:49  |
| 4.  | "I'll Still Kill"      | Akon                            | DJ Khalil                | 3:43  |
| 5.  | "I Get Money"          |                                 | Apex                     | 3:43  |
| 6.  | "Come & Go"            |                                 | Dr. Dre                  | 3:28  |
| 7.  | "Ayo Technology"       | Justin Timberlake a Timbaland   | Timbaland, Danja         | 4:07  |
| 8.  | "Follow My Lead"       | Robin Thicke                    | Tha Bizness              | 3:17  |
| 9.  | "Movin' on Up"         |                                 | Jake One                 | 3:24  |
| 10. | "Straight to the Bank" |                                 | Ty Fyffe, Dr. Dre        | 3:10  |
| 11. | "Amusement Park"       |                                 | Dangerous LLC            | 3:09  |
| 12. | "Fully Loaded Clip"    |                                 | Havoc                    | 3:13  |
| 13. | "Peep Show"            | Eminem                          | Eminem                   | 3:52  |
| 14. | "Fire"                 | Young Buck a Nicole Scherzinger | Dr. Dre                  | 3:26  |
| 15. | "All of Me"            | Mary J. Blige                   | Jake One                 | 3:51  |
| 16. | "Curtis 187"           |                                 | Havoc                    | 3:57  |
| 17. | "Touch the Sky"        | Tony Yayo                       | K-Lassik Beats           | 3:10  |

U.K. Bonus Tracks
- 18. Hustler's Ambition
- 19. Smile (I'm Leavin')
- 20. I Get Money (Forbes 1-2-3 Remix) (ft. Diddy a Jay-Z)

## Mezinárodní žebříčky
- U.S. Billboard 200 - 2. místo
- U.S. Billboard Top RnB/Hip Hop Albums - 2. místo
- U.S. Billboard Top Rap Albums - 2. místo
- Canadian Album Chart - 2. místo
- Swiss Albums Chart - 1. místo
- Irish Albums Chart - 1. místo
- Australian Albums Chart - 1. místo
- European Top 100 Albums - 1. místo
- New Zealand Albums Chart - 1. místo
- German Albums Chart - 2. místo
- UK Albums Chart - 2. místo
- French Albums Chart - 3. místo
- Česko - ČNS IFPI - 7. místo